# Corte Palasio
Corte Palasio är en ort och kommun i provinsen Lodi i regionen Lombardiet i Italien. Kommunen hade 1 516 invånare (2018).